# Iglesia de la Misericordia (Alicante)
La iglesia de Nuestra Señora de la Misericordia es una iglesia parroquial católica ubicada en el barrio de san Antón de la ciudad de Alicante (España).
Es la sede canónica de la Hermandad del Gran Poder y la Esperanza, desde la que realiza su estación de penitencia la tarde de Miércoles Santo, durante las celebraciones de la Semana Santa en Alicante.

## Historia

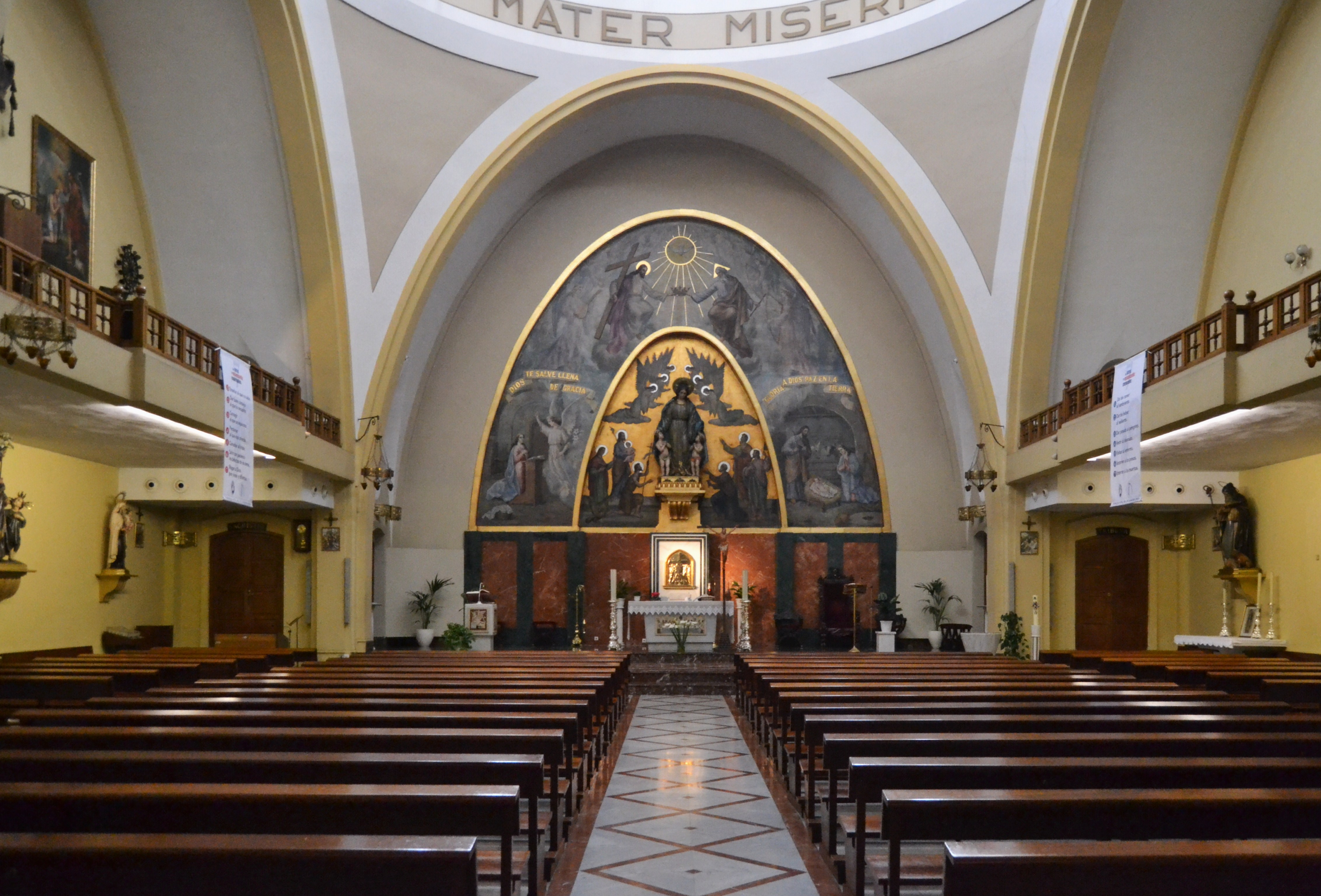
Interior de la iglesia de la Misericordia

La primitiva iglesia fue levantada como un elemento más de la Casa de la Misericordia, fundada en 1735 por el Ayuntamiento de Alicante y la diócesis de Orihuela-Alicante, con el fin de atender a los pobres, y ambas construcciones se concluyeron en 1752. Fue primeramente iglesia auxiliar de la concatedral de San Nicolás de Bari y finalmente parroquia. Durante los disturbios de la guerra civil española, la iglesia fue asaltada, y se destruyeron el altar mayor, las capillas, una pintura de Antonio Villanueva y la estatua orante de Juan Elías Gómez de Terán, obispo de Orihuela-Alicante. Los restos del obispo fueron trasladados a la concatedral de San Nicolás de Bari, y una vez construida la actual iglesia, fueron trasladados de nuevo a ella.
El actual templo fue construido siguiendo el proyecto de Antonio Serrano Peral, arquitecto de la diócesis de Orihuela-Alicante, y fue inaugurado en mayo de 1952. Sufrió importantes obras en el año 1989, cuando la Hermandad del Gran Poder y la Esperanza decidió instalar su sede canónica en el baptisterio de la iglesia, siendo bendecida al año siguiente como su capilla por el entonces obispo de la diócesis, el cardenal Francisco Álvarez Martínez.
En el año 2011 la iglesia acogió la coronación canónica de la imagen de la Virgen de la Esperanza, de la que fue madrina de honor la reina Sofía.